# Velino
El Velino és un riu al centre d'Itàlia, principal afluent del Nera. El seu nom antic era Velinus. Una muntanya a la rodalia es diu també Velino.
El seu origen es troba als Apenins, en els vessants de la muntanya anomenada Pozzoni (1.903 m), entre Núrsia i Interocrea (Antrodoco), prop de Cittareale. La font es troba molt propera a Falacrinum, el lloc de naixement de Vespasià, on hi ha una antiga església que porta el nom de Santa Maria di Fonte Velino.
La part alta del seu curs és de nord a sud, passa a través d'una estreta vall al costat de la muntanya Terminill, coneguda com a Gole del Vento ('Barranc del vent') però prop d'Antrodoco rep les aigües de Termes de Peschiera, que tenen un cabdal d'uns 60 m³/s (alguns s'envien a Roma) a través d'un aqüeducte. Aquí gira bruscament cap a l'oest i segueix en aquesta direcció, on rep les aigües dels afluents Salt i Turano, i després entra a la plana de Rieti, i des d'allí es desvia cap al nord-oest fins que aboca les seves aigües al Nera, a unes 3 milles romanes per damunt de Terni (Interamna). Just abans d'arribar al Nera forma les famoses cascades anomenades de Terni o Cascata delle Marmore. Aquesta cascada és artificial, i la va construir Mani Curi Dentat quan era censor, obrint un canal des del llac Velinus per drenar-lo i conduint l'aigua fins a la cascada que desemboca al riu Nera per portar-la des d'allí a la ciutat de Roma i guanyar unes terres de cultiu que es van anomenar el districte de Rosea. Anteriorment el riu acabava en un terreny pantanós a la plana, on hi havia el llac Velinus. A l'entorn d'aquest llac, existien en temps de Plini el Vell diversos llacs més petits, i per això aquest autor parla dels Velini, els llacs Velins. El canal va ser ampliat a l'època medieval, i al segle xviii l'arquitecte Andrea Vici va refer la caiguda de les aigües.